# Rolling Stones Mobile Studio
Rolling Stones Mobile Studio er et mobilt studie ejet af bandet The Rolling Stones. Utallige andre band og artister har også indspillet musik der, inklusive Led Zeppelin, Deep Purple, Bob Marley, Horslips, Fleetwood Mac og selvfølgelig The Rolling Stones.

## Historie
Konceptet til Rolling Stones Mobile Studio kom først i 1968, The Rolling Stones bestemte at de havde brug for noget nyt udstyr, for at kunne indspille nyt musik. De var trætte af begrænsningerne i de normale studier, der havde åbnet 9 til 17, så The Rolling Stones besluttede i stedet at bruge Mick Jaggers hus (Stargroves) i England til at indspille nyt musik. Alt det nødvendige udstyr blev nødt til at blive bragt til huset, så ideen med at lave et kontrolrum i en lastbil blev foreslået af Ian Stewart. Under Stewarts vejledning blev et hold af top lydteknikere og producere, inklusive Glyn Johns, valgt til at skabe projektet, der derefter blev lagt i hænderne på Dick Swettenhams kompagni Helios Electronics. De var kendt for at lave ting til de bedste studier, og firmaet produceret den første version af Rolling Stones Mobile Studio.
Originalt blev Rolling Stones Mobile Studio kun tiltænkt The Stones, men den blev hurtigt populært blandt andre klassiske bands som for eksempel The Who, The Faces, and Led Zeppelin.
Mange klassiske albums blev optaget i det mobile studie, inklusive Led Zeppelins "Led Zeppelin III" (1970)  og ”Led Zeppelin IV" (1971) , Rolling Stones Sticky Fingers (1971) og Exile On Main St. (1972), ligesom den legendariske Hyde Park koncert fra 1969. 
I 1996 var mobilen stadig i original form solgt og købt af et privat studie i New York City. Efter en smule teknisk service blev den sat i gang i undergrunden i New York, hvor der blev lavet plader inklusive liveoptrædener fra Patti Smith, The Ramones og næsten 30 andre band optog live til ”Best of NYC Hardcore” album. 
Til slut blev det mobile studie sat til salg igen, og det bliver i dag ejet af Cantos Music Foundation i Calgary, Alberta, Canada.

## Notable projekter

### Singler
- "Smoke on the Water" – Deep Purple
- "No Woman, No Cry" – Bob Marley and the Wailers
- "Bring Your Daughter... to the Slaughter" – Iron Maiden

### Albums
- 1970: Led Zeppelin III – Led Zeppelin
- 1971: Sticky Fingers – The Rolling Stones
- 1971: Led Zeppelin IV – Led Zeppelin
- 1971: Who's Next – The Who
- 1972: Machine Head – Deep Purple
- 1972: Exile on Main St. – The Rolling Stones
- 1972: Happy to Meet – Sorry to Part – Horslips
- 1973: Uriah Heep Live (Double Album) – Uriah Heep[3]
- 1973: Houses of the Holy – Led Zeppelin
- 1973: Live Dates – Wishbone Ash
- 1973: Penguin – Fleetwood Mac
- 1973: Mystery to Me – Fleetwood Mac
- 1973: Recorded Live – Ten Years After
- 1973: Who Do We Think We Are – Deep Purple
- 1974: Burn – Deep Purple
- 1974: Rampant - Nazareth
- 1975: Physical Graffiti – Led Zeppelin
- 1975: Live! – Bob Marley and the Wailers
- 1975: Run with the Pack – Bad Company
- 1977: Live! – Status Quo
- 1977: Moonflower – Santana
- 1979: Life in a Day – Simple Minds
- 1980: Toyah! (live album) - Toyah
- 1981: Rocket 88 – Rocket 88
- 1983: Alchemy: Dire Straits Live – Dire Straits
- 1985: A Physical Presence – Level 42
- 1985: Live After Death - Iron Maiden
- 1986: Just in Time - Buddy Rich
- 1990: No Prayer for the Dying - Iron Maiden

## Fodnote
1. ↑  "Led Zeppelin Discography". Arkiveret fra originalen 2. oktober 2007. Hentet 23. september 2007.
2. ↑  "Led Zeppelin Discography". Arkiveret fra originalen 2. oktober 2007. Hentet 23. september 2007.
3. ↑  Personal citation from Thomas "Todd" Fischer